# Eduard Maier
Eduard Maier (* 27. Juli 1951) ist ein deutscher Origamikünstler und Verleger.

## Leben
Nachdem er 1972 sein Abitur am Freudenstädter Kepler-Gymnasium abgelegt hatte, immatrikulierte er sich anschließend für ein Mathematikstudium an der Universität Karlsruhe. Dieses schloss er 1979 mit einer Diplomarbeit ab, in der er sich mit den philosophischen Grundlagen und der Axiomatisierung der euklidischen Geometrie auseinandersetzte. Beruflich war Maier als selbständiger Versicherungsmakler tätig.  
Seit etwa 1989 beschäftigt er sich mit Origami. Der von ihm gegründete Verlag Die Blechschachtel publiziert vorwiegend Faltanleitungsbücher nationaler und internationaler Künstler; die belletristische Abteilung firmiert unter der Bezeichnung Edition Glasperle. Seit etwa 2010 hat sich Maier auch dem sogenannten modularen Origami zugewandt, in dem komplexe Polyeder entstehen. Im Falten der dreidimensionalen Objekte sieht er einen hohen mathematikdidaktischen Wert, da die Tätigkeit helfe, abstrakte Geometrie zu visualisieren und entsprechende Zusammenhänge zu vermitteln. Er gibt sein Wissen an Schulen im Karlsruher Umland weiter und unterrichtet Kurse an mehreren Volkshochschulen. In den Jahren 1991 sowie 1999 und 2000 gehörte er dem Vorstand des Origami Deutschland e. V. an, davon 1999 als Erster Vorsitzender.
Darüber hinaus befasst sich Maier in privaten Studien mit den Themen Psychologie, Logik, Erkenntnistheorie, Religionsphilosophie und Ritualistik.

## Publikationen (Auswahl)
- Eduard Maier (Hrsg.): Der Papiertiger. Das Magazin für geistige und haptische Erholung, Prosa und Papierfalten. Band 1. Verlag Die Blechschachtel, 2000, ISBN 978-3-980-75260-2.
- Eduard Maier: Die magische Kraft der Vernunft. Laozis Daodejing in neuer Interpretation. Edition Glasperle, 2002, ISBN 3-936631-03-4.
- Evelyn Binzinger; Eduard Maier: Märchenhaftes Origami. Band 1. Verlag Die Blechschachtel, 2002, ISBN 3-9807526-2-3.
- Evelyn Binzinger; Eduard Maier: Märchenhaftes Origami. Band 2. Verlag Die Blechschachtel, 2002, ISBN 3-9807526-7-4.
- Eduard Maier (Hrsg.): Der Papiertiger. Das Magazin für geistige und haptische Erholung, Prosa und Papierfalten. Band 2. Verlag Die Blechschachtel, 2003.
- Eduard Maier (Hrsg.): Bühnenpoeten. Lautlesebuch mit Figuren. Verlag Die Blechschachtel, 2004, ISBN 978-3-936-63167-8.
- Evelyn Binzinger; Eduard Maier: Märchenbilder & Geschichten. Verlag Die Blechschachtel, 2006, ISBN 978-3-980-75262-6.